# 叶卡捷琳娜·卡特连科
叶卡捷琳娜·卡特连科（1990年4月25日—）是一名乌兹别克斯坦现代五项运动员，身高1.7米，体重56千克。曾参加2010年广州亚运会现代五项比赛，并获得女子个人第十六名。